# Mechanismus (filozofie)

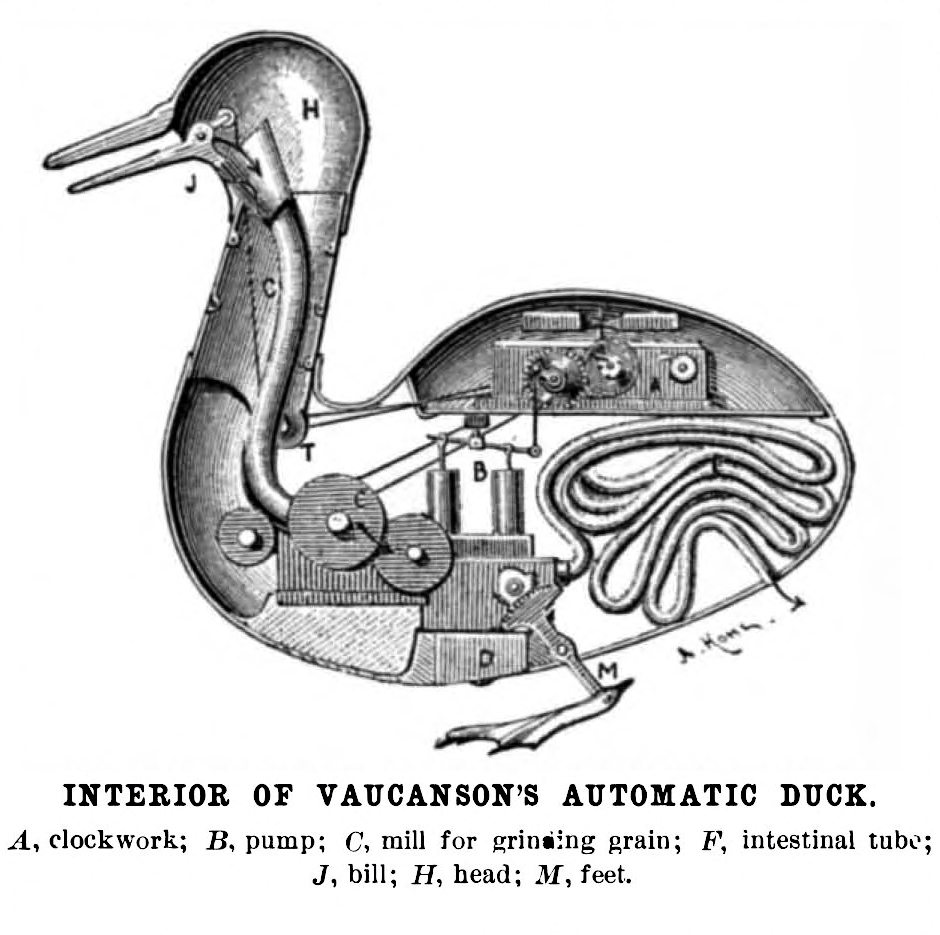
Mechanismus Vaucansonova automatu "Kachna" (1738-1739)

Mechanismus nebo také mechanicismus je ve filozofii převážně novověký směr, který chce celou skutečnost chápat a vykládat jako stroj a každé dění jako nutný výsledek působení mechanických sil. Jistým protějškem mechanismu je vitalismus, přesvědčení o svébytných zákonitostech živých organismů.

## Historie

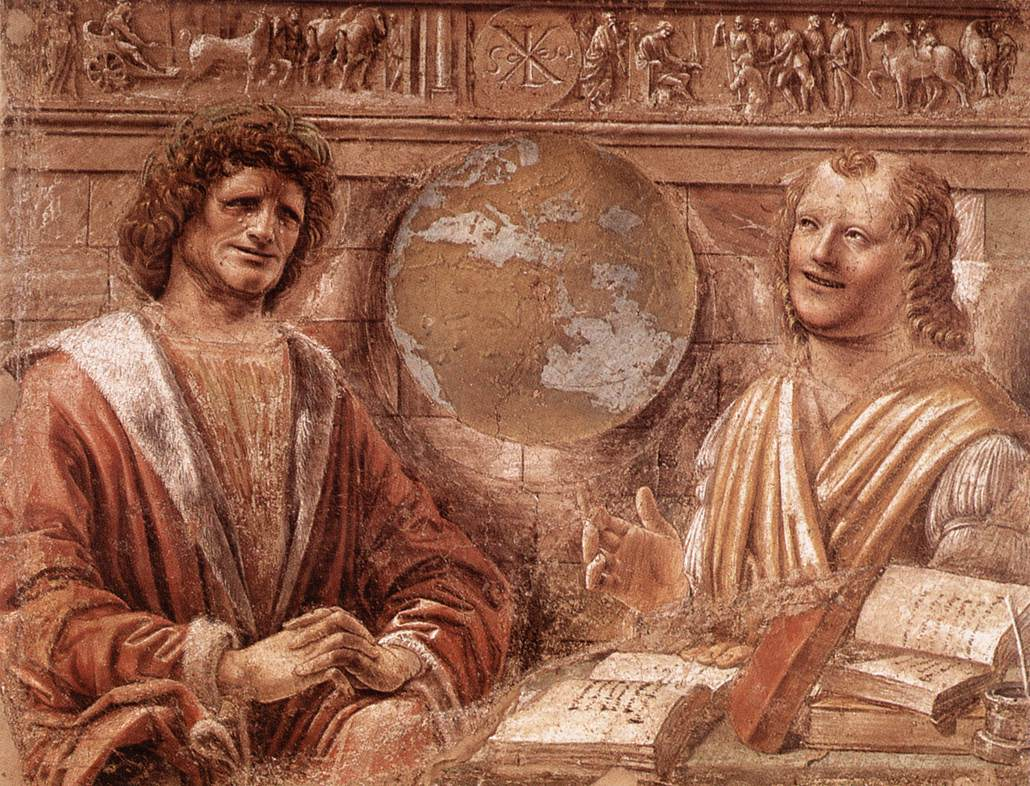
Hérakleitos a Démokritos, autor: Donato Bramante, 1477

Podle některých náznaků by se za předchůdce mechanismu mohl pokládat Démokritos,  jiné jeho zlomky tomu však nenasvědčují. Skutečný mechanismus vznikl až s prvním rozvojem mechaniky jako vědy v 16. století.
Rozkvět mechanistického materialismu vyvrcholil v 17. až 18. století (Thomas Hobbes, René Descartes, Spinoza, angličtí a francouzští materialisté 18. století). Charakteristickým příkladem může být Descartův výklad fungování srdce a krevního oběhu v 5. kapitole Rozpravy o metodě. Podobně uvažoval i Thomas Hobbes a jistý druh mechanismu podpořily i úspěchy Isaaca Newtona, protože gravitace může vysvětlit i pohyby vzdálených těles, na něž nic přímo nepůsobí. Od 18. století je mechanismus obvykle spojen s materialismem a snaží se i o mechanický výklad duševních jevů, například u francouzských osvícenců (C. A. Helvétius, de La Mettrie, Denis Diderot aj.). Mechanismus jako přísný fyzikální determinismus – svět je jen řetězec příčin a jejich nutných důsledků – zastával francouzský matematik a fyzik Pierre Simon de Laplace.

## Mechanický materialismus
Karel Marx a marxisté kritizovali „mechanický materialismus“ a stavěli proti němu dialektický materialismus. Marxisticko-leninská filozofie vždy vedla nejrozhodnější boj proti pokusům obnovit mechanistický materialismus.  V Sovětském svazu se pokoušela skupina mechanistů (Ljubov Axelrod, Sándor Varjas aj.) revidovat dialektický materialismus z mechanistického hlediska. Proti nim vystoupili například Vladimir Adorackij, Abram Deborin, László Rudas, Michail Selektor, Jemeljan Jaroslavskij aj. Tato diskuse vešla do dějin sovětské filozofie jako kapitola o boji proti mechanicismu (rusky глава «О борьбе с механицизмом»). Moderními dědici mechanismu jsou někteří filosofové mysli a neodarwinisté, i když nepoužívají model stroje.